# États-Unis de Colombie
Pour les articles homonymes, voir États unis (homonymie).
1863–1886
Entités précédentes :
- Confédération grenadine

Entités suivantes :
- République de Colombie
- Département de l'Isthme de Panamá

Les États-Unis de Colombie (espagnol : Estados Unidos de Colombia) était le nom du régime politique en place dans la Colombie actuelle après la constitution de Rionegro en 1863. Celle-ci, initiée par les libéraux, fait des États-Unis de Colombie un État fédéral constitué de neuf « États souverains » fédérés.
Après plusieurs années de guerres civiles intermittentes, le président Rafael Núñez, avec l'appui du parti conservateur, fait adopter en 1886 une nouvelle constitution plus centraliste aboutissant à la création de la République de Colombie.

## Histoire
La guerre civile colombienne de 1860-1862 voit s'affronter militairement les partis conservateur et libéral. Les premiers souhaitent un État centralisé fort et un grand pouvoir pour l'Église tandis que les seconds souhaitent un État fédéral laissant un grand pouvoir aux États fédérés et une mise à l'écart de l'Église dans les affaires de l'État.
En 1861, le général Tomás Cipriano de Mosquera (ancien président de la République de Nouvelle-Grenade entre 1845 et 1849 et chef de file des libéraux) déclare la sécession de l'État souverain du Cauca, le plus vaste des États fédérés, et la guerre au gouvernement de la Confédération grenadine afin d'augmenter le pouvoir du Cauca au sein de la confédération. Le 18 juillet 1861, Mosquera prend Bogota et se déclare président provisoire. L'un de ses premiers actes est de renommer le pays en États-Unis de Nouvelle-Grenade (espagnol : Estados Unidos de Nueva Granada), nom abandonné en novembre de la même année pour celui d'États-Unis de Colombie (espagnol : Estados Unidos de Colombia).
À partir du 4 février 1863 se réunit la convention de Rionegro. Il en résulte une nouvelle constitution qui entérine le changement de nom du pays et redéfinit la répartition des pouvoirs entre le gouvernement central et les États fédérés au profit de ces derniers (cf. infra). La diminution du pouvoir central entraînera de nombreux heurts entre les États fédérés, certains dégénérant en guerre civile (notamment en 1876-1877).
Le 1er avril 1864, le général Mosquera laisse la place de président à Manuel Murillo Toro, libéral, ancien ministre du président José Hilario López. Son mandat est mouvementé. Le général Mosquera reste une menace, les finances du pays sont basses et la lutte contre l'Église est vive. Le 26 avril 1864, Murillo fait voter une loi bannissant les ecclésiastiques ne jurant pas fidélité à la constitution et ne soumettant pas les autres venus de l'extérieur à l'approbation du gouvernement central. L'application de cette loi est adoucie et sont autoriser à rentrer l'archevêque de Bogotá et l'évêque d'Antioquia. En Antioquia, les libéraux avaient été renversés par les conservateurs et militaient pour ce retour. Dans l'État de Panamá, le gouverneur, le général Santa Colonna est très hostiles au étrangers et s'en prend aux Espagnols, au consul de France, à celui des États-Unis, ainsi qu'au président Murillo. Il est déposé en mars 1865 par une révolte interne. Le président de l'État de Magdalena est déposé en juin de la même année, celui de l'État de Bolivar en novembre. 
En 1865 également, durant l'absence du général Mosquera, parti négocier avec la France et l'Angleterre la garantie de la souveraineté colombienne sur l'isthme de Panamá, les conservateurs tentent de prendre le contrôle de l'État du Cauca, fief du général. Le général Joaquin Cordova sort de l'État d'Antioquia et entre à Cartago (dans l'actuel département de Valle del Cauca). Des guérillas s'organisent dans les États de Tolima et Cundinamarca. Le pouvoir central déclare l'état de guerre et les insurgés sont dispersés. Le général Cordova est battu les 23 et 26 octobre 1865.
Le 1er avril 1866, le général Mosquera est élu une nouvelle fois à la présidence. Il ne prend ses fonctions que le 19 mai 1866, l'intérim étant assuré par José María Rojas Garrido. Mosquera fait adopter un décret qui ordonne le licenciement des troupes entretenues par les gouverneurs. Le gouverneur et l'assemblée de l'État de Panamá déclarent ce décret nul. Mosquera envoie 500 hommes en garnison dans l'État pour le faire appliquer. Son intervention dans les troubles qui secouent les États de Santander et Antioquia le font accuser d'agissements dictatoriaux. Le 6 décembre 1866, Mosquera adresse sa démission à la cour suprême, qui la refuse. En 1867, le Congrès rend aux États le pouvoir de lever des troupes.
Sur le plan extérieur, Mosquera maintient la neutralité du pays dans la guerre hispano-sud-américaine, interdisant le transit des approvisionnements et munitions par l'isthme de Panamá. Il déclare les ports colombiens ouverts aux belligérants. L'État de Panamá s'arroge le droit de taxer les navires qui accostent au Panamá, au mépris d'une loi de 1862 et du traité passé avec la compagnie des chemins de fer, ce qui provoque des protestations, notamment des États-Unis d'Amérique, et oblige le gouvernement fédéral à intervenir. En 1866, une loi est votée par le congrès réglant les conditions dans lesquelles un canal inter-océanique pourrait être concédé. L'année suivante, les heurts entre les puissances et les gouvernements locaux continuent.
En 1867, profitant d'une guerre civile dans l'État de Magdalena, Mosquera rétablit l'article 92 de la constitution qui donne au président des pouvoirs discrétionnaires en cas de troubles. Il fait arrêter l'ancien président Murillo et obtient des députés l'approbation de ses actes. Il envoie des troupes contre le président de l'État de Magdalena qui le chasse de Santa Marta, sans toutefois mettre fin à la guerre civile. Mis en accusation, il opte pour un coup d'État. 
Le 29 avril 1867, Mosquera prononce la dissolution du congrès et déclare l'état de guerre. Il adresse un appel au peuple et envoie un message aux présidents de États les assurant de son respect pour l'autonomie des États et de son désir de paix et accusant le congrès de trahison. Les présidents des États de Magdalena et Santander le déclarent déchu. Le général Santos Acosta, chef de l'armée et président de l'État de Boyacá, renverse le président. Il le fait prisonnier le 23 mai 1867 et convoque le congrès. Mosquera, accusé de mesures anticonstitutionnelles, est condamné à quatre ans d'exil. Le général Santos Gutiérrez est rappelé d'Europe et assure l'intérim du pouvoir. 
Le 1er avril 1868, Santos Gutiérrez est élu président. Il fait face à plusieurs insurrections, notamment dans l'État de Panamá, et en vient à bout.
Le 1er avril 1870, Eustorgio Salgar est élu président. Son mandat est relativement calme, ce qui permet au pays diverses avancées. L'éducation est améliorée avec la création d'écoles normales. La banque centrale est mise sur pied. Un traité est établi avec les États-Unis au sujet de l'Isthme de Panamá. En 1872, Bogotá devient officiellement la capitale fédérale.
Les mandats suivants de Manuel Murillo Toro (1872-1874) et Santiago Pérez de Manosalbas (1874-1876) se passent dans la même ambiance politique relativement calme et profitable.
La guerre civile colombienne de 1876-1877 vient couper net cet élan. La querelle résulte du fait que des troubles violents dans l'État de Bolívar empêchent le déroulement de l'élection présidentielle. Le congrès élit donc Aquileo Parra. Les conservateurs, dirigeant les États d'Antioquia et Tolima refusent de le reconnaître et recourent à la force. La lutte menée par 26 000 conservateurs et 43 000 libéraux est remportée par les libéraux grâce à une victoire décisive du général Trujillo. Aquileo Parra reste donc à la présidence jusqu'au terme de son mandat.
Le 1er avril 1878, le général Julián Trujillo Largacha, le vainqueur de la guerre civile, est élu à la présidence. Son mandat est difficile car les troubles avaient grandement affaibli l'autorité du pouvoir central et mis à mal les finances publiques.
Le 1er avril 1880, le docteur Rafael Núñez est porté à la présidence. Libéral, il a voyagé en Europe avec le général Mosquera, ce qui lui a permis de sensiblement modifier son point de vue. Convaincu que l'anarchie faisait obstacle au développement du pays, il en vint à être partisan d'un État central fort, ce qui le rapproche des conservateurs. Il restera jusqu'à sa mort en 1894 l'homme fort du pays et sera le moteur de la période appelée la Regeneración (1880-1900). 
Le 1er avril 1882, le docteur Francisco Javier Zaldúa est élu président sans opposant. Il sert de doublure à Rafael Núñez, la constitution interdisant à celui-ci d'effectuer plus d'un mandat consécutif. Lorsqu'il meurt, il est suppléé par José Eusebio Otálora.
Rafael Núñez est réélu à la présidence le 1er avril 1884. En janvier 1885, sept États s'insurgent. Leurs forces occupent l'embouchure du río Magdalena et les ports de Barranquilla, Panamá, Colón et Buenaventura. Carthagène des Indes reste fidèle au président. Núñez, avec l'appui des États-Unis d'Amérique, entre en campagne et rétablit l'ordre à la suite d'une bataille décisive à Calamar le 1er juillet 1885. 
Dès lors, Núñez (libéral) prend appui sur les conservateurs, fondant et présidant le parti national. Avec le soutien du congrès, il élabore une nouvelle réforme constitutionnelle. Un conseil national de dix-huit membres est élu et investi des pouvoirs constituants. Le 5 août 1886, une nouvelle constitution est adoptée. Celle-ci marque un changement radical en abolissant presque tous les pouvoirs des États fédérés au profit du pouvoir central. Le centralisme succède au fédéralisme. Les États souverains deviennent 26 départements dont les dirigeants sont nommés et révoqués par le président de la nouvelle République de Colombie.

## Géographie

### Géographie physique
Le territoire des États-Unis de Colombie correspond approximativement aux actuels États de Colombie et du Panamá. Les frontières sont celles de 1810 séparant la Vice-royauté de Nouvelle-Grenade des capitaineries générales du Venezuela à l'est et du Guatemala au nord-ouest, des possessions portugaises du Brésil au sud-est et de l'ancien district de Quito (actuel Équateur) au sud.
Sa superficie est de 1 331 000 km2 qui se décomposent de la façon suivante : 
- 805 600 km2 de plaines au climat chaud ou tempéré
- 408 800 km2 de serranías ou de montagnes aux climats variés
- 52 600 km2 de cienagas, lacs et autres étendues d'eau
- 32 700 km2 d'altiplanos au climat froid
- 24 600 km2 de páramos au climat froid
- 6 500 km2 d'îles au climat tropical

### Organisation territoriale

Division politique des États-Unis de Colombie en 1863.

Le territoire des États-Unis de Colombie est composé de neuf états fédérés et sont appelés « États souverains » selon la Constitution de 1863 :
- État souverain d'Antioquia
- État souverain de Bolívar
- État souverain de Boyacá
- État souverain de Cauca
- État souverain de Cundinamarca
- État souverain de Magdalena
- État souverain du Panamá
- État souverain de Santander
- État souverain de Tolima

Territoires nationaux de 1843 à 1898.

Il comporte aussi des Territoires nationaux (espagnol : Territorios Nacionales), qui bien que faisant juridiquement partie de différents États souverains sont administrés par le pouvoir central.
- Territoire national du Caquetá, correspondant au tiers du territoire national, sous la juridiction de l'État de Cauca.
- Territoire national du Casanare, sous la juridiction de l'État de Boyacá.
- Territoire national de Darién, situé autour du Golfe d'Urabá sous la juridiction de l'État de Panamá.
- Territoire national de La Guajira, sous la juridiction de l'État de Magdalena.
- Territoire national de Las Bocas del Toro, sous la juridiction de l'État de Panamá.
- Territoire national de Guanacas, sous la juridiction de l'État de Cauca.
- Territoire national de Raposo, situé autour de la baie de Buenaventura dans le Pacifique, sous la juridiction de l'État de Cauca.
- Territoire national de San Andrés et Providencia, dans la Mer des Caraïbes, sous la juridiction de l'État de Bolívar.
- Territoire national de San Martín, sous la juridiction de l'État de Cundinamarca.
- Territoire national de la Sierra Nevada y Motilones, situé autour de la Sierra Nevada de Santa Marta et de la Serranía de Los Motilones, sous la juridiction de l'État de Magdalena.

## Politique

### Vie politique
La constitution de Rionegro modifie sensiblement la répartition des pouvoirs qui prévalait jusque-là dans la Confédération grenadine.
L'exécutif est représenté par un président élu pour deux ans non renouvelables flanqué de sept secrétaires d'État. Le Congrès est composé des représentants (un représentant pour 50 000 habitants) et des sénateurs (3 par département). Le pouvoir judiciaire est exercé par la cour suprême fédérale et les autres cours et tribunaux.
Les neuf États fédérés voient leur pouvoir largement augmentés. Ils peuvent en effet s'organiser comme ils le souhaitent et mener leur propre politique sociale ou économique sans avoir à en référer au gouvernement central. Leur domaine de compétences s'étend jusqu'à la levée d'armées ou la perception d'impôts. Les seuls domaines réservés à l'État fédéral étant la politique étrangère, la frappe de la monnaie, les services de douane et la fixation des poids et mesures.
Durant les 23 ans d'existence des États-Unis de Colombie, le pouvoir exécutif central est accaparé par les libéraux jusqu'à l'élection de Rafael Núñez le 10 août 1884. Bien que libéral lui-même, celui-ci lance avec l'appui des conservateurs une nouvelle réforme constitutionnelle menant à la constitution de la Colombie de 1886, plus centraliste, qui marque l'avènement de la République de Colombie actuelle et reste en vigueur jusqu'en 1991.

### Présidents
| Portrait | Nom | Début du mandat  | Fin du mandat    | Appartenance politique | Notes |
| -------- | --- | ---------------- | ---------------- | ---------------------- | ----- |
|          | |                  |                  |                        |       |
|          | Tomás Cipriano de Mosquera                                                                                 | 18 juillet 1861  | 10 février 1863  | Libéral radical        |       |
|          | • Froilán Largacha • Tomás Cipriano de Mosquera • José Hilario López • Eustorgio Salgar • Santos Gutiérrez | 10 février 1863  | 14 mai 1863      | Libéraux               |       |
|          | Tomás Cipriano de Mosquera                                                                                 | 14 mai 1863      | 1er avril 1864   | Libéral modéré         |       |
|          | Manuel Murillo Toro                                                                                        | 1er avril 1864   | 1er avril 1866   | Libéral radical        |       |
|          | José María Rojas Garrido                                                                                   | 1er avril 1866   | 20 mai 1866      | Libéral modéré         |       |
|          | Tomás Cipriano de Mosquera                                                                                 | 20 mai 1866      | 23 mai 1867      | Libéral modéré         |       |
|          | Santos Acosta                                                                                              | 20 mai 1867      | 1er avril 1868   | Libéral radical        |       |
|          | Santos Gutiérrez                                                                                           | 1er avril 1868   | 1er avril 1870   | Libéral radical        |       |
|          | Eustorgio Salgar                                                                                           | 1er avril 1870   | 1er avril 1872   | Libéral radical        |       |
|          | Manuel Murillo Toro                                                                                        | 1er avril 1872   | 1er avril 1874   | Libéral radical        |       |
|          | Santiago Pérez de Manosalbas                                                                               | 1er avril 1874   | 1er avril 1876   | Libéral radical        |       |
|          | Aquileo Parra                                                                                              | 1er avril 1876   | 1er avril 1878   | Libéral radical        |       |
|          | Julián Trujillo Largacha                                                                                   | 1er avril 1878   | 8 avril 1880     | Libéral radical        |       |
|          | Rafael Núñez                                                                                               | 8 avril 1880     | 1er avril 1882   | Libéral indépendant    |       |
|          | Francisco Javier Zaldúa                                                                                    | 1er avril 1882   | 21 décembre 1882 | Libéral indépendant    |       |
|          | Clímaco Calderón                                                                                           | 21 décembre 1882 | 22 décembre 1882 | Libéral indépendant    |       |
|          | José Eusebio Otálora                                                                                       | 22 décembre 1882 | 1er avril 1884   | Libéral indépendant    |       |
|          | Ezequiel Hurtado                                                                                           | 1er avril 1884   | 10 août 1884     | Libéral radical        |       |
|          | Rafael Núñez                                                                                               | 10 août 1884     | 1er avril 1886   | Conservateur national  |       |

## Démographie
Selon le recensement de 1870, les États-Unis de Colombie comptent 2 951 323 habitants, dont 1 434 129 hommes et 1 517 194 femmes. La population des indigènes est estimée à 80 000 sur l'ensemble du territoire national. Les États les plus peuplés sont Boyacá, Cauca, Cundinamarca et Santander. 
La population par État est la suivante :
| État                  | Population totale | Hommes  | Femmes  |
| --------------------- | ----------------- | ------- | ------- |
| Antioquia             | 365 974           | 180 496 | 185 478 |
| Bolívar               | 241 704           | 116 215 | 125 489 |
| Boyacá                | 482 874           | 234 127 | 248 747 |
| Cauca                 | 435 078           | 211 314 | 223 764 |
| Cundinamarca          | 409 002           | 196 841 | 212 761 |
| Magdalena             | 85 255            | 40 682  | 44 573  |
| Panamá                | 221 052           | 113 215 | 107 837 |
| Santander             | 425 427           | 204 551 | 220 876 |
| Tolima                | 230 891           | 110 791 | 120 100 |
| Territoires Nationaux | 53 466            | 25 897  | 27 569  |